# Armisticio con Bulgaria

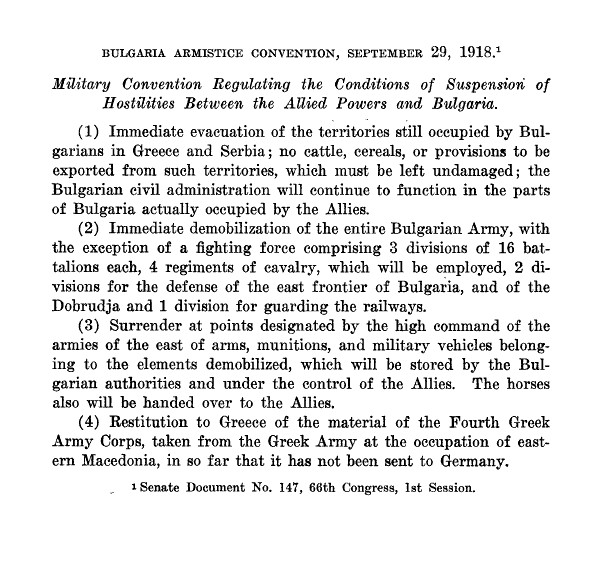
Términos del armisticio con Bulgaria según un documento del senado estadounidense.

El Armisticio con Bulgaria, también conocido como Armisticio de Tesalónica, fue firmado el 29 de septiembre de 1918 en la Convención de Armisticio de Bulgaria en Salónica, Grecia, entre el Reino de Bulgaria y la  Potencias Aliadas. La convención se convocó a petición del gobierno búlgaro que, el 24 de septiembre de 1918, había solicitado un alto el fuego. El armisticio puso fin a la participación efectiva de Bulgaria en Primera Guerra Mundial en el bando de las Potencias Centrales, y reguló la desmovilización y el desarme de las fuerzas armadas búlgaras.
Los firmantes que participaron fueron el general francés  Franchet d'Esperey en nombre de la Entente y una comisión nombrada por el gobierno búlgaro, integrada por el general Ivan Lukov (miembro del Estado Mayor del ejército), Andréi Liapchev (miembro del gabinete), y S. Radev (diplomático).

## Términos
Los términos del armisticio exigían a la desmovilización inmediata de las unidades militares búlgaras. Se ordenaba la evacuación de los territorios griegos y serbios ocupados por Bulgaria y se establecían límites y restricciones al tamaño del ejército de Bulgaria a la vez que se reclamaba a esta la devolución del equipo militar que había capturado del IV Cuerpo de Ejército griego durante la ocupación del sur de Macedonia en 1916. El documento permanecía vigente hasta que se firmase un tratado de paz general (véase Tratado de Neuilly-sur-Seine).